# Krayenberggemeinde
Krayenberggemeinde är en kommun i Wartburgkreis i förbundslandet Thüringen i Tyskland.
Kommunen bildades den 31 december 2013 genom en sammanslagning av de tidigare kommunerna Dorndorf och Merkers-Kieselbach.